# Trifurcula
Trifurcula är ett släkte av fjärilar som beskrevs av Philipp Christoph Zeller 1848. Trifurcula ingår i familjen dvärgmalar.

## Dottertaxa tillTrifurcula, i alfabetisk ordning[1][2]
- Trifurcula aegilopidella
- Trifurcula albiflorella
- Trifurcula alypella
- Trifurcula anthyllidella
- Trifurcula atrifrontella
- Trifurcula aurella
- Trifurcula barbertonensis
- Trifurcula beirnei, Heddvärgmal
- Trifurcula confertella
- Trifurcula cryptella, Alvardvärgmal
- Trifurcula deschkai
- Trifurcula eurema, Stranddvärgmal
- Trifurcula globulariae
- Trifurcula griseella
- Trifurcula groschkei
- Trifurcula headleyella, Brunörtsdvärgmal
- Trifurcula immundella, Harrisdvärgmal
- Trifurcula incognitella
- Trifurcula maxima
- Trifurcula obrutella
- Trifurcula oishiella
- Trifurcula orientella
- Trifurcula pallidella
- Trifurcula pullus
- Trifurcula rodella
- Trifurcula rufifrontella
- Trifurcula salicinae
- Trifurcula sanctibenedicti
- Trifurcula serotinella
- Trifurcula squamatella, Rökdvärgmal
- Trifurcula stoechadella
- Trifurcula subnitidella, Ängsdvärgmal
- Trifurcula terebinthivora
- Trifurcula trilobella

## Bildgalleri

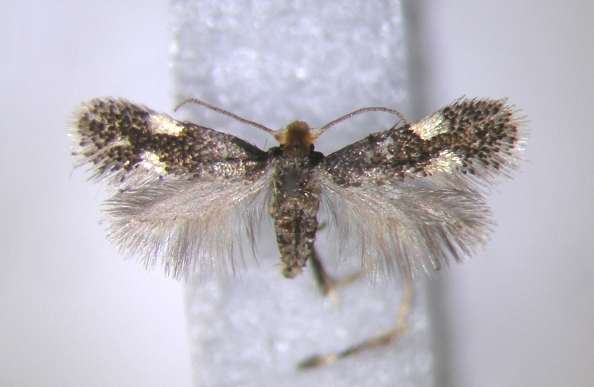
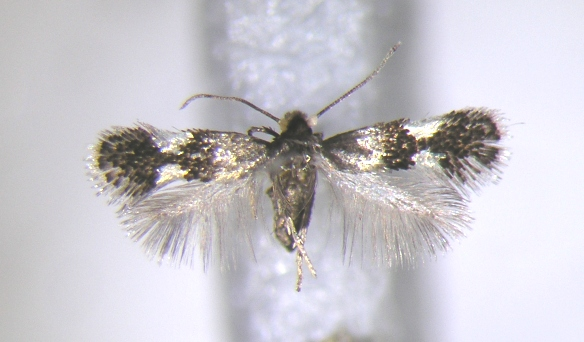